# Jugend mit einer Mission

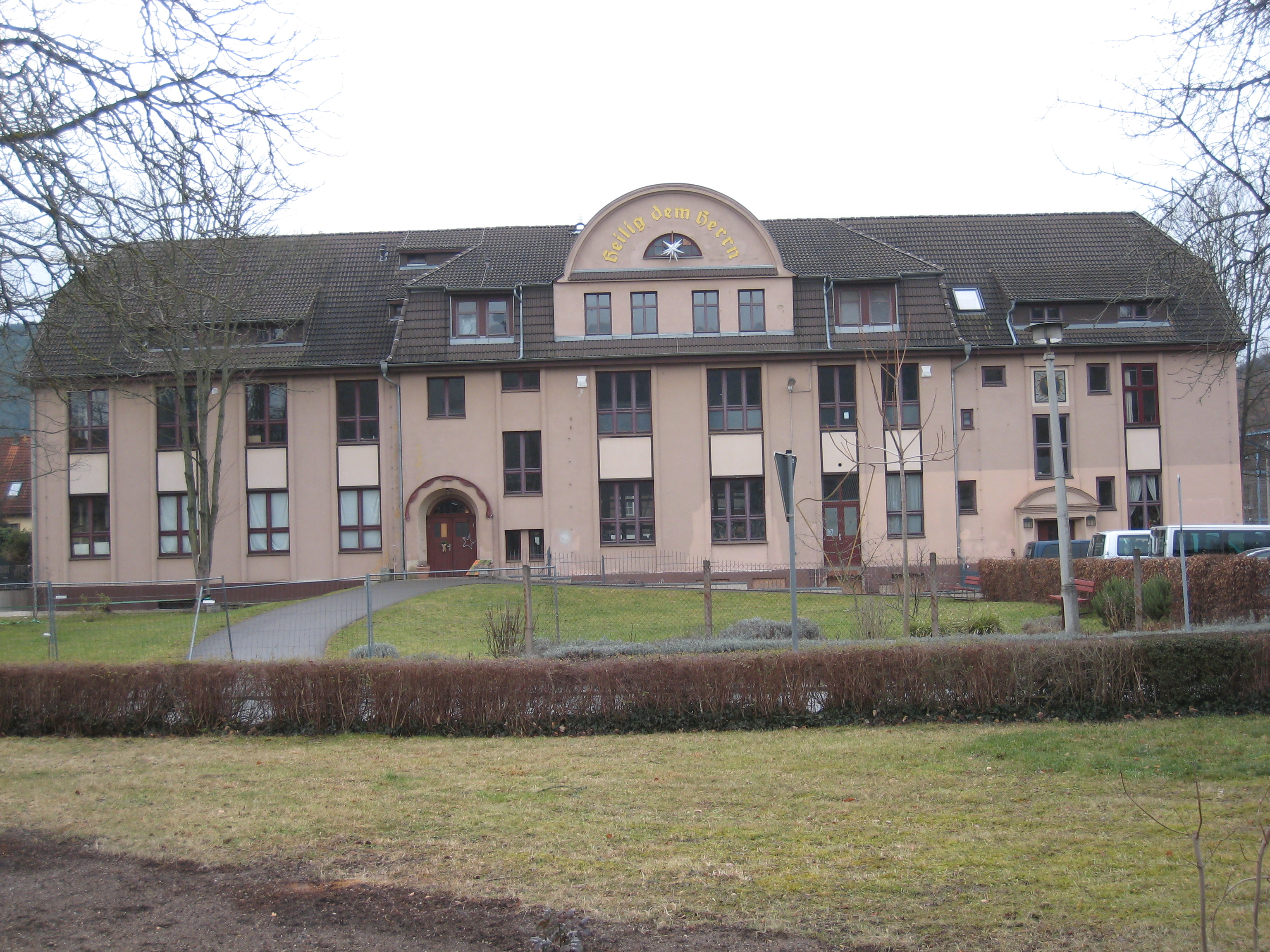
Haus in Bad Blankenburg

Jugend mit einer Mission (JMEM, ausgesprochen: „Jottmem“ oder „Imem“) ist eine christlich-missionarische Organisation, die zur Pfingstbewegung und zur charismatischen Bewegung gehört. JMEM ist der deutschsprachige Zweig der 1960 von Darlene und Loren Cunningham gegründeten Missionsgesellschaft Youth With A Mission (YWAM). Die deutschsprachige JMEM-Arbeit begann im Zusammenhang mit den Olympischen Sommerspielen 1972.
Die amerikanische Mutterorganisation Youth With A Mission und ihre Ländergliederungen arbeiten weltweit unter dem Motto „Gott kennen und ihn bekannt machen“ konfessionsübergreifend mit über 18.000 freiwilligen Mitarbeitern in über 180 Ländern an mehr als 1100 Standorten in den Bereichen Evangelisation, Schulung und karitative Dienste.

## Geschichte
Mitte der Fünfzigerjahre studierte der US-Amerikaner Loren Cunningham Pädagogik, Bibel und Theologie am Central Bible Institute and Seminary (CBI) der in Springfield in Missouri, das zu den Assemblies of God gehörte. 1956 hatte er eine Vision junge Menschen zusammenzubringen und 1960 trat er von seiner Stelle als Jugendpastor zurück, um Asien und Europa zu besuchen und dort in Kirchen zu predigen. Er begann junge Menschen für die Weitergabe des Evangeliums auszubilden und gründete im gleichen Jahr die Organisation Youth With A Mission YWAM (deutsch: Jugend mit einer Mission JMEM).
Im Jahr 1970 gab es in der Organisation bereits 40 Vollzeitbeschäftigte. In jenem Jahr kamen 1.000 ehrenamtlich Tätige von JMEM nach München, um einen Missionseinsatz („Outreach“) für die Olympischen Sommerspiele 1972 vorzubereiten, dem ersten von vielen weiteren „YWAM Olympic Outreaches“. In den gleichen Jahren wurden eine große Bibel-Verteilaktion und Glaubenskurse beim US-Militär in Deutschland durchgeführt. Ab 1973 und 1974 wurden auch in Deutschland Schulen für Evangelisation und Jüngerschaft eingerichtet.
1977 mietete YWAM das Pacific Empress Hotel in Kailua-Kona auf der Insel Hawaii und fing mit Renovierungsarbeiten an, um es in den Campus einer Universität umzubauen, die ursprünglich den Namen Pacific and Asia Christian University trug. Heute heißt sie University of the Nations (UofN).
In Deutschland ist Jugend mit einer Mission heute in Hurlach/Bayern (seit 1972), Hainichen (1993) und Herrnhut (2003)/beide Sachsen, Altensteig (1979) und Freiburg im Breisgau/beide Baden-Württemberg, Frankfurt am Main/Hessen, Köln/Nordrhein-Westfalen, Hamburg, Berlin (2008) sowie Erfurt und Bad Blankenburg (2013; beide Thüringen) vertreten. JMEM ist Mitglied im Ring Missionarischer Jugendbewegungen und in der Arbeitsgemeinschaft Pfingstlich-Charismatischer Missionen.

## Theologie
„Gott hat seinen Nachfolgern eine Berufung und eine Verantwortung gegeben, das Evangelium dorthin zu bringen, wo es noch nie gehört und angenommen werden konnte.“ schreibt das Missionswerk JMEM über seinen Auftrag.
Die Vereinigung vertritt die Auffassung, dass allein durch den christlichen Glauben die Erlösung des Menschen erfolgen kann. Alle nicht-christlichen Religionen werden als heidnische Vorstufen bis zur Bekehrung zum Christentum angesehen. Dabei wird davon ausgegangen, dass die zu bekehrenden Menschen zwar Religionen hatten, aber wenn sie von Jesus Christus erfahren, diese für ein konservatives Christentum im Verständnis des JMEM aufgeben werden. Die Anbetung von hinduistischen Göttern wird als Anbetung des Teufels und von Dämonen bezeichnet.
JMEM vertritt eine Evangelikale Theologie, die sich ausdrücklich auf die Bibel als Fundament (Bibeltreue) und wörtlich inspiriertes Wort Gottes beruft.

## Arbeitsfelder
Ihr Aufgabenfeld teilt Jugend mit einer Mission in die drei Bereiche Evangelisation, Schulung von Mitarbeitern und „karitative Dienste“ ein. Die Schulungen in Jüngerschaft zeichnen sich durch einen lehrmässigen und praktischen Teil aus. Lobpreis und Anbetung mit teilweise eigenen Liedern sind wichtige Bestandteile von Gottesdiensten und haben Ausstrahlung über die eigene Organisation hinaus.

## Strukturen
YWAM ist dezentral organisiert, und jedes Zentrum ist völlig eigenständig.
Der JMEM Deutschlandverband ist ein eingetragener gemeinnütziger Verein. Im Vorstand sind als Vorsitzender Frank Bauer (Hurlach), Sokol Hoxha (Hurlach) und James Whitear (Hamburg). YWAM International wird heute von Lynn Green, Ian Muir und John Dawson geleitet.
JMEM ist Mitglied der Deutschen Evangelischen Allianz.

## Finanzierung
JMEM finanziert sich (wie das internationale Werk) aus Spenden, Seminar- und Schulungsgebühren, Mieten, Stiftungszuwendungen und auch Fördermitteln. Im Umgang mit den Spenden werden die Spendengrundsätze der Evangelischen Allianz zugrunde gelegt.
YWAM-Mitarbeiter werden nicht zentral von YWAM bezahlt, sondern finanzieren sich durch sogenannte Unterstützerkreise, bestehend aus Einzelpersonen und Gemeinden.

## Kritik und Kontroversen
Dem Missionswerk wurde in der Vergangenheit immer wieder vorgeworfen eine stark vereinfachte christlich-fundamentalistische Weltsicht zu verbreiten und junge Menschen auf lebensgefährliche Missionseinsätze zu schicken.
Es hat auch Vorwürfe gegeben, einige YWAM-Leiter hätten eine autoritäre Persönlichkeit und hätten so Untergebene eingeschüchtert. Von Vertretern des Volks der Akha in Thailand wurde den Mitarbeitern von JMEM fehlender Respekt für andere Kulturen vorgeworfen.
Ferner führte die Überkonfessionalität von JMEM immer wieder zu Kontroversen um die Lehre zwischen JMEM und einzelnen Konfessionen.
Einige führende Vertreter der amerikanischen JMEM gelten weiterhin als Exponenten der auch in charismatischen Kreisen umstrittenen „geistlichen Kriegsführung“. Die deutschen evangelikalen Theologen Helge Stadelmann und Alexander Seibel subsumieren zudem JMEM unter die Vertreter des umstrittenen Torontosegens.

### Auseinandersetzung um JMEM Herrnhut
Die Ansiedlung eines JMEM-Schulungszentrum 2004 im Herrnhuter Ortsteil Ruppersdorf stieß auf den Widerstand der Herrnhuter Brüdergemeine, die mögliche Konflikte und eine Okkupation ihrer Tradition befürchtete. Die Auseinandersetzung führte dann zu einem Artikel im Nachrichtenmagazin Der Spiegel, welcher später von JMEM kritisiert wurde, ohne dabei jedoch die Meinungsverschiedenheiten mit der Brüderunität zu bestreiten.

### Auseinandersetzung um Kindstötung bei brasilianischen Indigenas
Der von JMEM produzierte Film Hakani berichtet darüber, dass es bei brasilianischen Indigenas eine verbreitete Praxis der Kindstötung gäbe, und fordert daher die Einführung eines Gesetzes, welche es staatlichen Stellen erlaube, im Falle eines Verdachts „schädlicher traditioneller Praktiken“, Kinder aus indigenen Gemeinschaften oder Familien zu entfernen. Indigene Aktivisten und die Menschenrechtsorganisation Survival International warfen JMEM in diesem Falle Einmischung in die Lebensweise der indigenen Bevölkerung vor.

## Liederbücher und Musikveröffentlichungen
Liederbücher erschienen nach Angaben der Erstauflage im Buch in folgender Reihenfolge:
| Name                | Erscheinungsjahr Erstauflage | Zum Liederbuch produzierte Platten |
| ------------------- | ---------------------------- | --- |
| Lehre uns Herr      | Januar 1977                  | Lehre uns Herr (1976) (MC) Schauet auf Ihn (1977) (MC & LP)                                                                                         |
| Das Gute Land       | Januar 1980                  | Denn wer ist Gott... (...außer dem Herrn) (LP) Das Gute Land (Lebensfülle im Reich Gottes unter Seiner Herrschaft) (MC & LP) Unter Deinem Volk (LP) |
| In Deiner Nähe      | 1983                         | In Deiner Nähe (Jim & Anne Mills) (LP) |
| Lied des Lebens     | 1985                         | Lied des Lebens 1 – Er ist der Lebende (LP) Lied des Lebens 2 – Siegeslied (LP) Lied des Lebens 3 – Herr des Lichts (LP)                            |
| Dein Reich komme    | 1989                         | Dein Reich komme (CD + MC) |
| Ich will Dich sehen | 1990                         | Ich will Dich sehen (CD) |

### Eigene
- JMEM Deutschland
- JMEM Schweiz
- Englische JMEM Seite
- University of the Nations international site
- YWAM Mercy Ministries International
- JMEM Nürnberg

### Kritische
- Criticism of YWAM at The Apologetics Index
- Frontal21, Sendung vom 4. August 2009, Sterben für Jesus/Gott - Missionieren als Abenteuer
- Panorama, Sendung vom 8. Oktober 2009, Christliche/Evangelikale Missionare: Sterben für Gott?